# Movistar Team (femení)
El Movistar Team (Codi UCI: MOV) és un equip ciclista professional femení espanyol de la màxima categoria femenina UCI (UCI Women’s WorldTeam) del ciclisme en ruta a nivell mundial. Per tant, participa en les competicions femenines d'elit (UCI Women's WorldTour) a banda de fer-ho en altres competicions de categories inferiors.

## Història
L'impuls de la corporació espanyola Telefònica i Abarca Sports van unir esforços perquè, a partir de l'any 2018, l'equip ciclista Movistar Team també tingués un equip femení professional.

## Classificacions UCI
Les classificacions de l'equip i de la seva ciclista més destacada són les següents:
| Rànquing UCI | Rànquing UCI     | Rànquing UCI                             | Rànquing UCI |
| Any          | Rànquing d'equip | Millor ciclista al rànquing              |              |
| ------------ | ---------------- | ---------------------------------------- | ------------ |
| 2018         | 10è              | Małgorzata Jasińska (21è)                |              |
| 2019         | 13è              | Margarita Victoria García Cañellas (32è) |              |
| 2020         | 16è              | Katrine Aalerud (52è)                    |              |
| 2021         | 3r               | Annemiek van Vleuten (1r)                |              |
| 2022         | 5è               | Annemiek van Vleuten (1r)                |              |
| 2023         | 6è               | Annemiek van Vleuten (5è)                |              |
| 2024         | 10è              | Liane Lippert (29è)                      |              |
|              |                  |                                          |              |
| Font: UCI    |                  |                                          |              |

Pel que fa a la classificaió dins de l'UCI Women's WorldTour
| UCI World Tour | UCI World Tour   | UCI World Tour                           | UCI World Tour |
| Any            | Rànquing d'equip | Millor ciclista al rànquing              |                |
| -------------- | ---------------- | ---------------------------------------- | -------------- |
| 2018           | 12è              | Małgorzata Jasińska (33è)                |                |
| 2019           | 14è              | Margarita Victoria García Cañellas (37è) |                |
| 2020           | 14è              | Katrine Aalerud (37è)                    |                |
| 2021           | 3r               | Annemiek van Vleuten (1r)                |                |
| 2022           | 5è               | Annemiek van Vleuten (1r)                |                |
| 2023           | 5è               | Annemiek van Vleuten (2n)                |                |
| 2024           | 12è              | Liane Lippert (30è)                      |                |
|                |                  |                                          |                |
| Font: UCI      |                  |                                          |                |

## Composició de l'equip
| \| Llista de l'equip 2025 \| Llista de l'equip 2025 \| Llista de l'equip 2025 \| Llista de l'equip 2025 \| \| Ciclista \| Data de naixement \| Equip previ \| \| \| ----------------------------------------------- \| ---------------------- \| ----------------------------------------- \| ---------------------- \| \| Olivia Baril \| 10 de octubre de 1997 \| UAE Team ADQ (2023) \| \| \| Aude Biannic \| 27 de març de 1991 \| FDJ-Nouvelle Aquitaine-Futuroscope (2017) \| \| \| Jelena Erić \| 15 de gener de 1996 \| Alé Cipollini (2019) \| \| \| Cat Ferguson \| 27 de abril de 2006 \| Shibden Hope Tech Apex (2024) \| \| \| Sheyla Gutiérrez Ruiz \| 1 de gener de 1994 \| Cylance (2018) \| \| \| Liane Lippert \| 13 de gener de 1998 \| Team DSM (2022) \| \| \| Carys Lloyd \| 31 de desembre de 2006 \| Tofauti Everyone Active (2024) \| \| \| Floortje Mackaij \| 18 de octubre de 1995 \| Team DSM (2022) \| \| \| Ana Vitória Magalhães \| 24 de octubre de 2000 \| Bepink-Bongioanni (2024) \| \| \| Sara Martín Martín \| 22 de març de 1999 \| Sopela Women's Team (2020) \| \| \| Mareille Meijering \| 11 de març de 1995 \| Zaaf Cycling Team (2023) \| \| \| Paula Patiño \| 29 de març de 1997 \| World Cycling Centre (2018) \| \| \| Marlen Reusser \| 20 de setembre de 1991 \| SD Worx-Protime (2024) \| \| \| Laura Ruiz Pérez \| 18 de juny de 2004 \| Eneicat-CMTeam-Seguros Deportivos (2023) \| \| \| Lucia Ruiz Pérez \| 18 de juny de 2004 \| Eneicat-CMTeam-Seguros Deportivos (2023) \| \| \| Arlenis Sierra Cañadilla \| 7 de desembre de 1992 \| A.R. Monex Women's (2021) \| \| \| Claire Steels \| 9 de novembre de 1986 \| Israel-Premier Tech Roland (2023) \| \| \| Paula Ostiz Taco (1 de ago–31 de des, aprenent) \| 12 de gener de 2007 \| Café Baqué-Conservas Campos (2025) \| \| \| \| \| \| \| \| Font: ProCyclingStats \| \| \| \| |                        |                                           |  |
| Llista de l'equip 2025 |                        |                                           |  |
| Ciclista | Data de naixement      | Equip previ                               |  |
| Olivia Baril | 10 de octubre de 1997  | UAE Team ADQ (2023)                       |  |
| Aude Biannic | 27 de març de 1991     | FDJ-Nouvelle Aquitaine-Futuroscope (2017) |  |
| Jelena Erić | 15 de gener de 1996    | Alé Cipollini (2019)                      |  |
| Cat Ferguson | 27 de abril de 2006    | Shibden Hope Tech Apex (2024)             |  |
| Sheyla Gutiérrez Ruiz | 1 de gener de 1994     | Cylance (2018)                            |  |
| Liane Lippert | 13 de gener de 1998    | Team DSM (2022)                           |  |
| Carys Lloyd | 31 de desembre de 2006 | Tofauti Everyone Active (2024)            |  |
| Floortje Mackaij | 18 de octubre de 1995  | Team DSM (2022)                           |  |
| Ana Vitória Magalhães | 24 de octubre de 2000  | Bepink-Bongioanni (2024)                  |  |
| Sara Martín Martín | 22 de març de 1999     | Sopela Women's Team (2020)                |  |
| Mareille Meijering | 11 de març de 1995     | Zaaf Cycling Team (2023)                  |  |
| Paula Patiño | 29 de març de 1997     | World Cycling Centre (2018)               |  |
| Marlen Reusser | 20 de setembre de 1991 | SD Worx-Protime (2024)                    |  |
| Laura Ruiz Pérez | 18 de juny de 2004     | Eneicat-CMTeam-Seguros Deportivos (2023)  |  |
| Lucia Ruiz Pérez | 18 de juny de 2004     | Eneicat-CMTeam-Seguros Deportivos (2023)  |  |
| Arlenis Sierra Cañadilla | 7 de desembre de 1992  | A.R. Monex Women's (2021)                 |  |
| Claire Steels | 9 de novembre de 1986  | Israel-Premier Tech Roland (2023)         |  |
| Paula Ostiz Taco (1 de ago–31 de des, aprenent) | 12 de gener de 2007    | Café Baqué-Conservas Campos (2025)        |  |
| |                        |                                           |  |
| Font: ProCyclingStats |                        |                                           |  |

| \| Llista de l'equip 2024 \| Llista de l'equip 2024 \| Llista de l'equip 2024 \| Llista de l'equip 2024 \| \| Ciclista \| Data de naixement \| Equip previ \| \| \| ------------------------------------------- \| ---------------------- \| ----------------------------------------- \| ---------------------- \| \| Olivia Baril \| 10 de octubre de 1997 \| UAE Team ADQ (2023) \| \| \| Aude Biannic \| 27 de març de 1991 \| FDJ-Nouvelle Aquitaine-Futuroscope (2017) \| \| \| Jelena Erić \| 15 de gener de 1996 \| Alé Cipollini (2019) \| \| \| Sheyla Gutiérrez Ruiz \| 1 de gener de 1994 \| Cylance (2018) \| \| \| Liane Lippert \| 13 de gener de 1998 \| Team DSM (2022) \| \| \| Floortje Mackaij \| 18 de octubre de 1995 \| Team DSM (2022) \| \| \| Sara Martín Martín \| 22 de març de 1999 \| Sopela Women's Team (2020) \| \| \| Mareille Meijering \| 11 de març de 1995 \| Zaaf Cycling Team (2023) \| \| \| Emma Norsgaard \| 26 de juliol de 1999 \| Cervélo-Bigla Pro Cycling Team (2020) \| \| \| Paula Patiño \| 29 de març de 1997 \| World Cycling Centre (2018) \| \| \| Lucia Ruiz Pérez \| 18 de juny de 2004 \| Eneicat-CMTeam-Seguros Deportivos (2023) \| \| \| Arlenis Sierra Cañadilla \| 7 de desembre de 1992 \| A.R. Monex Women's (2021) \| \| \| Claire Steels \| 9 de novembre de 1986 \| Israel-Premier Tech Roland (2023) \| \| \| Cat Ferguson (1 de ago–31 de des, aprenent) \| 27 de abril de 2006 \| Shibden Hope Tech Apex (2024) \| \| \| Laura Ruiz Pérez \| 18 de juny de 2004 \| Eneicat-CMTeam-Seguros Deportivos (2023) \| \| \| \| \| \| \| \| Font: ProCyclingStats \| \| \| \| |                       |                                           |  |
| Llista de l'equip 2024 |                       |                                           |  |
| Ciclista | Data de naixement     | Equip previ                               |  |
| Olivia Baril | 10 de octubre de 1997 | UAE Team ADQ (2023)                       |  |
| Aude Biannic | 27 de març de 1991    | FDJ-Nouvelle Aquitaine-Futuroscope (2017) |  |
| Jelena Erić | 15 de gener de 1996   | Alé Cipollini (2019)                      |  |
| Sheyla Gutiérrez Ruiz | 1 de gener de 1994    | Cylance (2018)                            |  |
| Liane Lippert | 13 de gener de 1998   | Team DSM (2022)                           |  |
| Floortje Mackaij | 18 de octubre de 1995 | Team DSM (2022)                           |  |
| Sara Martín Martín | 22 de març de 1999    | Sopela Women's Team (2020)                |  |
| Mareille Meijering | 11 de març de 1995    | Zaaf Cycling Team (2023)                  |  |
| Emma Norsgaard | 26 de juliol de 1999  | Cervélo-Bigla Pro Cycling Team (2020)     |  |
| Paula Patiño | 29 de març de 1997    | World Cycling Centre (2018)               |  |
| Lucia Ruiz Pérez | 18 de juny de 2004    | Eneicat-CMTeam-Seguros Deportivos (2023)  |  |
| Arlenis Sierra Cañadilla | 7 de desembre de 1992 | A.R. Monex Women's (2021)                 |  |
| Claire Steels | 9 de novembre de 1986 | Israel-Premier Tech Roland (2023)         |  |
| Cat Ferguson (1 de ago–31 de des, aprenent) | 27 de abril de 2006   | Shibden Hope Tech Apex (2024)             |  |
| Laura Ruiz Pérez | 18 de juny de 2004    | Eneicat-CMTeam-Seguros Deportivos (2023)  |  |
| |                       |                                           |  |
| Font: ProCyclingStats |                       |                                           |  |

| \| Llista de l'equip 2023 \| Llista de l'equip 2023 \| Llista de l'equip 2023 \| Llista de l'equip 2023 \| \| Ciclista \| Data de naixement \| Equip previ \| \| \| ---------------------------------------- \| ---------------------- \| ----------------------------------------- \| ---------------------- \| \| Katrine Aalerud \| 4 de desembre de 1994 \| Virtu Cycling Women (2019) \| \| \| Aude Biannic \| 27 de març de 1991 \| FDJ-Nouvelle Aquitaine-Futuroscope (2017) \| \| \| Jelena Erić \| 15 de gener de 1996 \| Alé Cipollini (2019) \| \| \| Sarah Gigante \| 6 de octubre de 2000 \| Tibco-Silicon Valley Bank (2021) \| \| \| Alicia González Blanco \| 27 de maig de 1995 \| Lointek (2017) \| \| \| Sheyla Gutiérrez Ruiz \| 1 de gener de 1994 \| Cylance (2018) \| \| \| Liane Lippert \| 13 de gener de 1998 \| Team DSM (2022) \| \| \| Floortje Mackaij \| 18 de octubre de 1995 \| Team DSM (2022) \| \| \| Sara Martín Martín \| 22 de març de 1999 \| Sopela Women's Team (2020) \| \| \| Emma Norsgaard \| 26 de juliol de 1999 \| Cervélo-Bigla Pro Cycling Team (2020) \| \| \| Lourdes Oyarbide Jiménez \| 8 de abril de 1994 \| Bizkaia-Durango (2017) \| \| \| Paula Patiño \| 29 de març de 1997 \| World Cycling Centre (2018) \| \| \| Gloria Rodríguez Sánchez \| 6 de març de 1992 \| Lointek (2017) \| \| \| Arlenis Sierra Cañadilla \| 7 de desembre de 1992 \| A.R. Monex Women's (2021) \| \| \| Annemiek van Vleuten \| 8 de octubre de 1982 \| Mitchelton-Scott (2020) \| \| \| Mareille Meijering (1 de maig–31 de des) \| 11 de març de 1995 \| Multum Accountants (2022) \| \| \| \| \| \| \| \| Font: ProCyclingStats \| \| \| \| |                       |                                           |  |
| Llista de l'equip 2023 |                       |                                           |  |
| Ciclista | Data de naixement     | Equip previ                               |  |
| Katrine Aalerud | 4 de desembre de 1994 | Virtu Cycling Women (2019)                |  |
| Aude Biannic | 27 de març de 1991    | FDJ-Nouvelle Aquitaine-Futuroscope (2017) |  |
| Jelena Erić | 15 de gener de 1996   | Alé Cipollini (2019)                      |  |
| Sarah Gigante | 6 de octubre de 2000  | Tibco-Silicon Valley Bank (2021)          |  |
| Alicia González Blanco | 27 de maig de 1995    | Lointek (2017)                            |  |
| Sheyla Gutiérrez Ruiz | 1 de gener de 1994    | Cylance (2018)                            |  |
| Liane Lippert | 13 de gener de 1998   | Team DSM (2022)                           |  |
| Floortje Mackaij | 18 de octubre de 1995 | Team DSM (2022)                           |  |
| Sara Martín Martín | 22 de març de 1999    | Sopela Women's Team (2020)                |  |
| Emma Norsgaard | 26 de juliol de 1999  | Cervélo-Bigla Pro Cycling Team (2020)     |  |
| Lourdes Oyarbide Jiménez | 8 de abril de 1994    | Bizkaia-Durango (2017)                    |  |
| Paula Patiño | 29 de març de 1997    | World Cycling Centre (2018)               |  |
| Gloria Rodríguez Sánchez | 6 de març de 1992     | Lointek (2017)                            |  |
| Arlenis Sierra Cañadilla | 7 de desembre de 1992 | A.R. Monex Women's (2021)                 |  |
| Annemiek van Vleuten | 8 de octubre de 1982  | Mitchelton-Scott (2020)                   |  |
| Mareille Meijering (1 de maig–31 de des) | 11 de març de 1995    | Multum Accountants (2022)                 |  |
| |                       |                                           |  |
| Font: ProCyclingStats |                       |                                           |  |

| \| Llista de l'equip 2022 \| Llista de l'equip 2022 \| Llista de l'equip 2022 \| Llista de l'equip 2022 \| \| Ciclista \| Data de naixement \| Equip previ \| \| \| ------------------------ \| ---------------------- \| ----------------------------------------- \| ---------------------- \| \| Katrine Aalerud \| 4 de desembre de 1994 \| Virtu Cycling Women (2019) \| \| \| Aude Biannic \| 27 de març de 1991 \| FDJ-Nouvelle Aquitaine-Futuroscope (2017) \| \| \| Jelena Erić \| 15 de gener de 1996 \| Alé Cipollini (2019) \| \| \| Sarah Gigante \| 6 de octubre de 2000 \| Tibco-Silicon Valley Bank (2021) \| \| \| Alicia González Blanco \| 27 de maig de 1995 \| Lointek (2017) \| \| \| Barbara Guarischi \| 10 de febrer de 1990 \| Virtu Cycling Women (2019) \| \| \| Sheyla Gutiérrez Ruiz \| 1 de gener de 1994 \| Cylance (2018) \| \| \| Sara Martín Martín \| 22 de març de 1999 \| Sopela Women's Team (2020) \| \| \| Emma Norsgaard \| 26 de juliol de 1999 \| Cervélo-Bigla Pro Cycling Team (2020) \| \| \| Lourdes Oyarbide Jiménez \| 8 de abril de 1994 \| Bizkaia-Durango (2017) \| \| \| Paula Patiño \| 29 de març de 1997 \| World Cycling Centre (2018) \| \| \| Gloria Rodríguez Sánchez \| 6 de març de 1992 \| Lointek (2017) \| \| \| Arlenis Sierra Cañadilla \| 7 de desembre de 1992 \| A.R. Monex Women's (2021) \| \| \| Annemiek van Vleuten \| 8 de octubre de 1982 \| Mitchelton-Scott (2020) \| \| \| \| \| \| \| \| Font: ProCyclingStats \| \| \| \| |                       |                                           |  |
| Llista de l'equip 2022 |                       |                                           |  |
| Ciclista | Data de naixement     | Equip previ                               |  |
| Katrine Aalerud | 4 de desembre de 1994 | Virtu Cycling Women (2019)                |  |
| Aude Biannic | 27 de març de 1991    | FDJ-Nouvelle Aquitaine-Futuroscope (2017) |  |
| Jelena Erić | 15 de gener de 1996   | Alé Cipollini (2019)                      |  |
| Sarah Gigante | 6 de octubre de 2000  | Tibco-Silicon Valley Bank (2021)          |  |
| Alicia González Blanco | 27 de maig de 1995    | Lointek (2017)                            |  |
| Barbara Guarischi | 10 de febrer de 1990  | Virtu Cycling Women (2019)                |  |
| Sheyla Gutiérrez Ruiz | 1 de gener de 1994    | Cylance (2018)                            |  |
| Sara Martín Martín | 22 de març de 1999    | Sopela Women's Team (2020)                |  |
| Emma Norsgaard | 26 de juliol de 1999  | Cervélo-Bigla Pro Cycling Team (2020)     |  |
| Lourdes Oyarbide Jiménez | 8 de abril de 1994    | Bizkaia-Durango (2017)                    |  |
| Paula Patiño | 29 de març de 1997    | World Cycling Centre (2018)               |  |
| Gloria Rodríguez Sánchez | 6 de març de 1992     | Lointek (2017)                            |  |
| Arlenis Sierra Cañadilla | 7 de desembre de 1992 | A.R. Monex Women's (2021)                 |  |
| Annemiek van Vleuten | 8 de octubre de 1982  | Mitchelton-Scott (2020)                   |  |
| |                       |                                           |  |
| Font: ProCyclingStats |                       |                                           |  |

| \| Llista de l'equip 2021 \| Llista de l'equip 2021 \| Llista de l'equip 2021 \| Llista de l'equip 2021 \| \| Ciclista \| Data de naixement \| Equip previ \| \| \| ------------------------ \| ---------------------- \| ----------------------------------------- \| ---------------------- \| \| Katrine Aalerud \| 4 de desembre de 1994 \| Virtu Cycling Women (2019) \| \| \| Aude Biannic \| 27 de març de 1991 \| FDJ-Nouvelle Aquitaine-Futuroscope (2017) \| \| \| Jelena Erić \| 15 de gener de 1996 \| Alé Cipollini (2019) \| \| \| Alicia González Blanco \| 27 de maig de 1995 \| Lointek (2017) \| \| \| Barbara Guarischi \| 10 de febrer de 1990 \| Virtu Cycling Women (2019) \| \| \| Sheyla Gutiérrez Ruiz \| 1 de gener de 1994 \| Cylance (2018) \| \| \| Sara Martín Martín \| 22 de març de 1999 \| Sopela Women's Team (2020) \| \| \| Emma Norsgaard \| 26 de juliol de 1999 \| Cervélo-Bigla Pro Cycling Team (2020) \| \| \| Lourdes Oyarbide Jiménez \| 8 de abril de 1994 \| Bizkaia-Durango (2017) \| \| \| Paula Patiño \| 29 de març de 1997 \| World Cycling Centre (2018) \| \| \| Gloria Rodríguez Sánchez \| 6 de març de 1992 \| Lointek (2017) \| \| \| Alba Teruel Ribes \| 17 de agost de 1996 \| Lointek (2017) \| \| \| Leah Thomas \| 30 de maig de 1989 \| Cervélo-Bigla Pro Cycling Team (2020) \| \| \| Annemiek van Vleuten \| 8 de octubre de 1982 \| Mitchelton-Scott (2020) \| \| \| \| \| \| \| \| Font: ProCyclingStats \| \| \| \| |                       |                                           |  |
| Llista de l'equip 2021 |                       |                                           |  |
| Ciclista | Data de naixement     | Equip previ                               |  |
| Katrine Aalerud | 4 de desembre de 1994 | Virtu Cycling Women (2019)                |  |
| Aude Biannic | 27 de març de 1991    | FDJ-Nouvelle Aquitaine-Futuroscope (2017) |  |
| Jelena Erić | 15 de gener de 1996   | Alé Cipollini (2019)                      |  |
| Alicia González Blanco | 27 de maig de 1995    | Lointek (2017)                            |  |
| Barbara Guarischi | 10 de febrer de 1990  | Virtu Cycling Women (2019)                |  |
| Sheyla Gutiérrez Ruiz | 1 de gener de 1994    | Cylance (2018)                            |  |
| Sara Martín Martín | 22 de març de 1999    | Sopela Women's Team (2020)                |  |
| Emma Norsgaard | 26 de juliol de 1999  | Cervélo-Bigla Pro Cycling Team (2020)     |  |
| Lourdes Oyarbide Jiménez | 8 de abril de 1994    | Bizkaia-Durango (2017)                    |  |
| Paula Patiño | 29 de març de 1997    | World Cycling Centre (2018)               |  |
| Gloria Rodríguez Sánchez | 6 de març de 1992     | Lointek (2017)                            |  |
| Alba Teruel Ribes | 17 de agost de 1996   | Lointek (2017)                            |  |
| Leah Thomas | 30 de maig de 1989    | Cervélo-Bigla Pro Cycling Team (2020)     |  |
| Annemiek van Vleuten | 8 de octubre de 1982  | Mitchelton-Scott (2020)                   |  |
| |                       |                                           |  |
| Font: ProCyclingStats |                       |                                           |  |

| \| Llista de l'equip 2020 \| Llista de l'equip 2020 \| Llista de l'equip 2020 \| Llista de l'equip 2020 \| \| Ciclista \| Data de naixement \| Equip previ \| \| \| ------------------------ \| ---------------------- \| ----------------------------------------- \| ---------------------- \| \| Katrine Aalerud \| 4 de desembre de 1994 \| Virtu Cycling Women (2019) \| \| \| Aude Biannic \| 27 de març de 1991 \| FDJ-Nouvelle Aquitaine-Futuroscope (2017) \| \| \| Jelena Erić \| 15 de gener de 1996 \| Alé Cipollini (2019) \| \| \| Alicia González Blanco \| 27 de maig de 1995 \| Lointek (2017) \| \| \| Barbara Guarischi \| 10 de febrer de 1990 \| Virtu Cycling Women (2019) \| \| \| Sheyla Gutiérrez Ruiz \| 1 de gener de 1994 \| Cylance (2018) \| \| \| Eider Merino Cortázar \| 2 de agost de 1994 \| Lointek (2017) \| \| \| Lourdes Oyarbide Jiménez \| 8 de abril de 1994 \| Bizkaia-Durango (2017) \| \| \| Paula Patiño \| 29 de març de 1997 \| World Cycling Centre (2018) \| \| \| Gloria Rodríguez Sánchez \| 6 de març de 1992 \| Lointek (2017) \| \| \| Alba Teruel Ribes \| 17 de agost de 1996 \| Lointek (2017) \| \| \| \| \| \| \| \| Font: UCI \| \| \| \| |                       |                                           |  |
| Llista de l'equip 2020 |                       |                                           |  |
| Ciclista | Data de naixement     | Equip previ                               |  |
| Katrine Aalerud | 4 de desembre de 1994 | Virtu Cycling Women (2019)                |  |
| Aude Biannic | 27 de març de 1991    | FDJ-Nouvelle Aquitaine-Futuroscope (2017) |  |
| Jelena Erić | 15 de gener de 1996   | Alé Cipollini (2019)                      |  |
| Alicia González Blanco | 27 de maig de 1995    | Lointek (2017)                            |  |
| Barbara Guarischi | 10 de febrer de 1990  | Virtu Cycling Women (2019)                |  |
| Sheyla Gutiérrez Ruiz | 1 de gener de 1994    | Cylance (2018)                            |  |
| Eider Merino Cortázar | 2 de agost de 1994    | Lointek (2017)                            |  |
| Lourdes Oyarbide Jiménez | 8 de abril de 1994    | Bizkaia-Durango (2017)                    |  |
| Paula Patiño | 29 de març de 1997    | World Cycling Centre (2018)               |  |
| Gloria Rodríguez Sánchez | 6 de març de 1992     | Lointek (2017)                            |  |
| Alba Teruel Ribes | 17 de agost de 1996   | Lointek (2017)                            |  |
| |                       |                                           |  |
| Font: UCI |                       |                                           |  |

| \| Llista de l'equip 2019 \| Llista de l'equip 2019 \| Llista de l'equip 2019 \| Llista de l'equip 2019 \| \| Ciclista \| Data de naixement \| Equip previ \| \| \| ---------------------------------- \| ---------------------- \| ----------------------------------------- \| ---------------------- \| \| Aude Biannic \| 27 de març de 1991 \| \| \| \| Roxane Fournier \| 7 de novembre de 1991 \| FDJ-Nouvelle Aquitaine-Futuroscope (2018) \| \| \| Margarita Victoria García Cañellas \| 2 de gener de 1984 \| Bizkaia-Durango (2017) \| \| \| Alicia González Blanco \| 27 de maig de 1995 \| Lointek (2017) \| \| \| Sheyla Gutiérrez Ruiz \| 1 de gener de 1994 \| Cylance (2018) \| \| \| Małgorzata Jasińska \| 18 de gener de 1984 \| Cylance (2017) \| \| \| Lorena Llamas García \| 25 de octubre de 1987 \| Bizkaia-Durango (2017) \| \| \| Eider Merino Cortázar \| 2 de agost de 1994 \| Lointek (2017) \| \| \| Lourdes Oyarbide Jiménez \| 8 de abril de 1994 \| Bizkaia-Durango (2017) \| \| \| Paula Patiño \| 29 de març de 1997 \| World Cycling Centre (2018) \| \| \| Gloria Rodríguez Sánchez \| 6 de març de 1992 \| Lointek (2017) \| \| \| Alba Teruel Ribes \| 17 de agost de 1996 \| Lointek (2017) \| \| \| \| \| \| \| \| Font: UCI \| \| \| \|Nota: Aude Biannic |                       |                                           |  |
| Llista de l'equip 2019 |                       |                                           |  |
| Ciclista | Data de naixement     | Equip previ                               |  |
| Aude Biannic | 27 de març de 1991    |                                           |  |
| Roxane Fournier | 7 de novembre de 1991 | FDJ-Nouvelle Aquitaine-Futuroscope (2018) |  |
| Margarita Victoria García Cañellas | 2 de gener de 1984    | Bizkaia-Durango (2017)                    |  |
| Alicia González Blanco | 27 de maig de 1995    | Lointek (2017)                            |  |
| Sheyla Gutiérrez Ruiz | 1 de gener de 1994    | Cylance (2018)                            |  |
| Małgorzata Jasińska | 18 de gener de 1984   | Cylance (2017)                            |  |
| Lorena Llamas García | 25 de octubre de 1987 | Bizkaia-Durango (2017)                    |  |
| Eider Merino Cortázar | 2 de agost de 1994    | Lointek (2017)                            |  |
| Lourdes Oyarbide Jiménez | 8 de abril de 1994    | Bizkaia-Durango (2017)                    |  |
| Paula Patiño | 29 de març de 1997    | World Cycling Centre (2018)               |  |
| Gloria Rodríguez Sánchez | 6 de març de 1992     | Lointek (2017)                            |  |
| Alba Teruel Ribes | 17 de agost de 1996   | Lointek (2017)                            |  |
| |                       |                                           |  |
| Font: UCI |                       |                                           |  |

| \| Llista de l'equip 2018 \| Llista de l'equip 2018 \| Llista de l'equip 2018 \| Llista de l'equip 2018 \| \| Ciclista \| Data de naixement \| Equip previ \| \| \| ---------------------------------- \| ---------------------- \| ----------------------------------------- \| ---------------------- \| \| Aude Biannic \| 27 de març de 1991 \| FDJ-Nouvelle Aquitaine-Futuroscope (2017) \| \| \| Margarita Victoria García Cañellas \| 2 de gener de 1984 \| Bizkaia-Durango (2017) \| \| \| Alicia González Blanco \| 27 de maig de 1995 \| Lointek (2017) \| \| \| Małgorzata Jasińska \| 18 de gener de 1984 \| Cylance (2017) \| \| \| Lorena Llamas García \| 25 de octubre de 1987 \| Bizkaia-Durango (2017) \| \| \| Eider Merino Cortázar \| 2 de agost de 1994 \| Lointek (2017) \| \| \| Rachel Neylan \| 9 de març de 1982 \| Orica-Scott (2017) \| \| \| Lourdes Oyarbide Jiménez \| 8 de abril de 1994 \| Bizkaia-Durango (2017) \| \| \| Gloria Rodríguez Sánchez \| 6 de març de 1992 \| Lointek (2017) \| \| \| Alba Teruel Ribes \| 17 de agost de 1996 \| Lointek (2017) \| \| \| \| \| \| \| \| Font: UCI \| \| \| \| |                       |                                           |  |
| Llista de l'equip 2018 |                       |                                           |  |
| Ciclista | Data de naixement     | Equip previ                               |  |
| Aude Biannic | 27 de març de 1991    | FDJ-Nouvelle Aquitaine-Futuroscope (2017) |  |
| Margarita Victoria García Cañellas | 2 de gener de 1984    | Bizkaia-Durango (2017)                    |  |
| Alicia González Blanco | 27 de maig de 1995    | Lointek (2017)                            |  |
| Małgorzata Jasińska | 18 de gener de 1984   | Cylance (2017)                            |  |
| Lorena Llamas García | 25 de octubre de 1987 | Bizkaia-Durango (2017)                    |  |
| Eider Merino Cortázar | 2 de agost de 1994    | Lointek (2017)                            |  |
| Rachel Neylan | 9 de març de 1982     | Orica-Scott (2017)                        |  |
| Lourdes Oyarbide Jiménez | 8 de abril de 1994    | Bizkaia-Durango (2017)                    |  |
| Gloria Rodríguez Sánchez | 6 de març de 1992     | Lointek (2017)                            |  |
| Alba Teruel Ribes | 17 de agost de 1996   | Lointek (2017)                            |  |
| |                       |                                           |  |
| Font: UCI |                       |                                           |  |